# Ephippiorhynchus
Ephippiorhynchus es un género de aves ciconiformes de la familia Ciconiidae propias de zonas tropicales del Viejo Mundo conocidas vulgarmente como jabirúes.

## Especies
Se conocen dos especies de Ephippiorhynchus:
- Ephippiorhynchus asiaticus
- Ephippiorhynchus senegalensis